# Regen (Bavière)
Pour les articles homonymes, voir Regen.
Regen est une ville de Bavière en Allemagne, capitale de l'arrondissement de Regen.

## Geographie
Regen se trouve sur la rivière Regen, située dans la forêt bavaroise.

### Composition de la ville
À l'origine, la ville était constituée de 4 districts : Bürgerholz, Grubhügel, Riedham and St. Johann.
Après une réforme gouvernementale, les villages suivant ont été ajoutés : Aden, Augrub, Bärndorf, Bettmannsäge, Dreieck, Ebenhof, Ecklend, Edhof, Eggenried, Finkenried, Frauenmühle, Großseiboldsried, Huberhof, Kagerhof, Kattersdorf, Kerschlhöh, Kleinseiboldsried, Kreuzerhof, Kühhof, March, Maschenberg, Matzelsried, Metten, Neigerhöhe, Neigermühle, Neusohl, Obermitterdorf, Oberneumais, Oleumhütte, Pfistermühle, Pometsau, Poschetsried, Reinhartsmais, Richtplatz, Rinchnachmündt, Rohrbach, Sallitz, Schauerhof, Schlossau, Schochert, Schollenried, Schönhöh, Schützenhof, Schwaighof, Schweinhütt, Spitalhof, Sumpering, Tausendbach, Thanhof, Thurnhof, Weißenstein, Weißensteiner-Au, Wickersdorf, Wieshof et Windschnur.

## Jumelages
La ville de Regen est jumelée avec :
- Eschwege (Allemagne) depuis 1997 ;
- Roth (Allemagne) ;
- Mirebeau (France).

## Centres d'intérêt
Le "Niederbayrisches Landwirtschaftsmuseum" est un musée retraçant l'histoire de l'agriculture et de la société en Basse-Bavière aux XVIIIe et XIXe siècles.
La "Fressendes Haus" est l'ancienne maison de des poètes Clara Nordström (1886-1962) et Siegfried von Vegesack (1888-1974). Elle a été transformée en musée en 1984. Ce musée accueille des expositions présentant les œuvres d'art et les résultats de fouilles archéologiques tirées des ruines du château de Weißenstein.

## Économie
Le tourisme est une des principales activités économique de la ville avec plus de 64,000 visiteurs et près de 220,000 nuitées.

## Personnalités
- Katharina von Schnurbein (1973-), fonctionnaire occupant à partir de 2015 le poste de Coordinatrice de la lutte contre l'antisémitisme à la Commission européenne, est née à Schlossau, village de Regen.

## Liens
- Site officiel
- Ressource relative à la musique :   - MusicBrainz
- Notice dans un dictionnaire ou une encyclopédie généraliste :   - Brockhaus
- Notices d'autorité :   - VIAF
  - LCCN
  - GND
  - Israël
  - Tchéquie
  - WorldCat
- Pichelsteinerfest Regen (de)